# Marianne Dikker
Marianne Dikker (Amsterdam, 1948) is een Nederlandse regisseuse en scriptschrijfster. Ze is ook bekend onder de naam Marianna Dikker. Ze leeft en werkt in Amsterdam.

## Carrière
Dikker studeerde tussen 1977 en 1981 aan de Nederlandse Filmacademie en studeerde af in regie en scenarioschrijven. Haar afstudeerfilm was De vergeten zuster (1981) met Trudy de Jong in de hoofdrol.
In 1990 schreef en regisseerde ze de door de BRT en NOS geproduceerde film Een scherzo furioso (1990), met onder andere Hans Dagelet.
In 1991 schreef ze mee aan het script van De onfatsoenlijke vrouw met onder andere Huub Stapel, José Way en Coen van Vrijberghe de Coningh.
In 1993 schreef ze het script en regisseerde ze het drama De tussentijd met onder andere Amanda Ooms en Jules Hamel.
In 1994 heeft ze voor de NCRV nog een korte televisiefilm gemaakt genaamd Sporen in het zand.